# Paul Capdeville
Paul Gerard Capdeville Castro (sinh ngày 2 tháng 4 năm 1983 ở Santiago) là 1 tay vợt tennis chuyên nghiệp.
Capdeville sinh ở Santiago, Chile. Vào ngày 18 tháng 5 năm 2009 anh đạt vị trí cao nhất trên bảng xếp hạng là thứ 76.
Thành tích tốt nhất của Capdeville trong hệ thống ATP là lọt tới trận bán kết giải Estoril Open 2009. Anh cũng lọt tới tứ kết giải Memphis (2006), Washington (2007), Indianapolis (2008) và Viña del Mar (2009).
Capdeville giành 6 chức vô địch challenger: Bogotá (2005), Florianópolis (2007), Binghamton và Aracajú (2008), Binghamton (2009) và Guayaquil (2010).
Capdeville là thành viên của đội Davis Cup Chile. Trong lần đầu tiên thi đấu cho đội tuyển quốc gia, anh đánh bại tay vợt người Áo Stefan Koubek trong 5 set.

## Các trận chung kết

### Các danh hiệu đơn nam
| Hệ thống (Đơn nam)     |
| Grand Slam (0)         |
| Tennis Masters Cup (0) |
| ATP Masters Series (0) |
| ATP Tour (0)           |
| Challengers (6)        |
| Futures (0)            |

| Số | Thời gian           | Giải đấu              | Mặt sân | Đối thủ trong trận chung kết | Tỉ số trận chung kết |
| 1. | 18 tháng 4 năm 2005 | Bogotá, Colombia      | Đất nện | Pablo Gonzalez               | 6–3, 6–4             |
| 2. | 23 tháng 4 năm 2007 | Florianópolis, Brazil | Đất nện | Juan Pablo Guzmán            | 7–6(0), 6–0          |
| 3. | 4 tháng 8 năm 2008  | Binghamton, USA       | Cứng    | Rajeev Ram                   | 4–6, 6–3, 6–1        |
| 4. | 29 tháng 9 năm 2008 | Aracaju, Brazil       | Đất nện | Thiago Alves                 | 7–5, 6–4             |
| 5. | 16 tháng 8 năm 2009 | Binghamton, USA       | Hard    | Kevin Anderson               | 7–6(7), 7–6(11)      |
| 6. | 14 tháng 1 năm 2010 | Guayaquil, Ecuador    | Đất nện | Diego Junqueira              | 6-3, 3-6, 6–3        |

### Các danh hiệu đôi nam
| Số | Thời gian           | Giải đấu            | Mặt sân | Đồng đội        | Đối thủ trong trận chung kết          | Tỉ số            |
| 1. | 29 tháng 1 năm 2007 | Viña del Mar, Chile | Đất nện | Óscar Hernández | Albert Montañés Rubén Ramírez Hidalgo | 4–6, 6–4, [10-6] |

## Liên kết khác
- Paul Capdeville trên trang chủ ATP (tiếng Anh)
- Capdeville Recent Match Results Lưu trữ ngày 28 tháng 8 năm 2011 tại Wayback Machine
- Capdeville World Ranking History Lưu trữ ngày 5 tháng 3 năm 2012 tại Wayback Machine